# ФК Ујпешт Тереквеш СЕ
ФК Ујпешт Тереквеш СЕ (мађ. Újpesti Törekvés Sportegyesület), је мађарски фудбалски клуб из Ујпешта дела Будимпеште.

## Историја
ФК Ујпешт тереквеш је дебитовао у првој мађарској лиги у сезони 1923/24. и првенство је завршио на деветом месту.